# Hymna Lužických Srbů
Píseň Rjana Łužica je hymna Lužických Srbů (žijících na území dnešního Německa). Autory jsou Handrij Zejler a Korla Awgust Kocor.
| „ | Hornolužickosrbsky Rjana Łužica, sprawna, přećelna, mojich serbskich wótcow kraj, mojich zbóžnych sonow raj, swjate su mi twoje hona! Časo přichodny, zakćěj radostny! Ow, zo bychu z twojeho klina wušli mužojo, hódni wěčnoh wopomnjeća! | Dolnolužickosrbsky Rědna Łužyca, spšawna, pśijazna, mójich serbskich wóścow kraj, mójich glucnych myslow raj, swěte su mě twóje strony. Cas ty pśichodny, zakwiś radosny! Och, gab muže stanuli, za swój narod źěłali, gódne nimjer wobspomnjeśa! | Český překlad Krásná Lužice dobrá, přátelská, mých srbských předků kraj, mých krásných snů ráj, svaté jsou mi tvoje cesty. V časech, co přijdou, rozkveteš se do krásy! Ach, z tvého klína vyjdou muži, hodni věčných vzpomínek! | “ |